# Auckland Southern Motorway
De Auckland Southern Motorway, ook wel Auckland-Hamilton Motorway, is een autosnelweg in het noorden van Nieuw-Zeeland, die onderdeel is van de SH1. De weg loopt van de stad Auckland via Manukau en Papakura naar Bombay, waar de weg als Waikato Expressway verder loopt richting Hamilton. De weg is 46 kilometer lang en loopt door de regio Auckland.